# Lewis Reeve Gibbes
Lewis Reeve Gibbes (Charleston, 14 de agosto de 1810 — Charleston, 21 de novembro de 1894) foi um médico e naturalista norteamericano.